# 团花杜鹃
团花杜鹃（学名：Rhododendron anthosphaerum），为杜鹃花科杜鹃花属下的一个植物种。